# Walk Through the Fire
Walk Through the Fire ist ein Lied des britischen Pop-Rock-Musikers Peter Gabriel aus dem Jahr 1984.

## Entstehung und Veröffentlichung
Walk Through The Fire wurde am 28. Mai 1984 als Single veröffentlicht. Das Lied wurde von Peter Gabriel geschrieben und diese Single-Version wurde gemeinsam mit Nile Rodgers produziert. Die von Gabriel produzierte und von Glenn Tommey entwickelte Originalversion des Titels wurde in dem Spielfilm Gegen jede Chance unter der Regie von dem Filmregisseur Taylor Hackford verwendet und war auch auf dem dazugehörigen Soundtrack zu Gegen jede Chance enthalten. Als B-Seite der Single von Walk Through the Fire wurde The Race von Larry Carlton veröffentlicht, der die Filmmusik zu dem Film Against All Odds geschrieben hat. Auf der B-Seite der Maxi-Single befand sich zusätzlich eine alternative Version von I Have the Touch (83 remix), die von Peter Walsh und Peter Gabriel gemeinsam produziert wurde.
Die Singleversion unterscheidet sich deutlich von der Version, die als Teil vom Soundtrack zu Gegen jede Chance veröffentlicht wurde. Diese Version hat eine Laufzeit von 3:30 und wurde von Nile Rodgers und Peter Gabriel gemeinsam produziert. Die auf der Soundtrack-Veröffentlichung erschienene Version hat dagegen eine Laufzeit von 3:59 und wurde von Peter Gabriel alleine produziert.
Die Singleversion von Walk Through the Fire wurde 1987 erneut als zweiter Titel auf der B-Seite der Maxis-Single von Red Rain veröffentlicht.
Die Originalversion von Walk Through The Fire ist 2019 auf dem Kompilationsalbum Rated PG zusammen mit einer Reihe von Gabriels anderen Songs aus anderen Filmen erneut veröffentlicht worden, während der Single-Mix und die alternative Version von I Have the Touch von der B-Seite der Maxi-Single im gleichen Jahr auf der rein digitalen Kompilation Flotsam and Jetsam wieder erschienen sind.

## Inhalt und Bedeutung
Der Liedtext zu Peter Gabriels Lied Walk Through the Fire behandelt Themen wie Tapferkeit, Stärke und Ausdauer angesichts von Widrigkeiten. Die Bilder vom Gehen durch Feuer, Staub und Asche symbolisieren die Nöte und Herausforderungen, denen man im Leben begegnen kann, und unterstreichen die Bedeutung von Belastbarkeit und Entschlossenheit. Der Text beschreibt darüber hinaus, wie sich der Sänger mit einer schweren Last über Gewässer bewegt. Die Dunkelheit stellt die Schwierigkeiten dar, die oft mit den Herausforderungen des Lebens einhergehen. Der Duft von Rauch verstärkt das Sinneserlebnis und betont die Gefahr und die potenzielle Zerstörung, der man bei der Bewältigung von Herausforderungen ausgesetzt sein kann. Trotz dieser Herausforderungen betont Gabriel jedoch, wie wichtig es ist, stark und mutig zu bleiben, wie ein Löwe, der selbst unter schwierigen Umständen selbstbewusst und unerschütterlich ist. Der Refrain wiederholt den Befehl „Durch das Feuer gehen“ und betont die Bedeutung von Ausdauer und Überzeugung. Der Satz „Keine Zeit für Zweifel oder Vorsicht“ unterstreicht die Idee, dass Angst und Zögern angesichts großer Herausforderungen keinen Platz haben. Der letzte Vers fügt eine interessante Wendung hinzu, da der Sänger andeutet, dass wir, wenn wir durch das Feuer gehen, uns auf dem Weg der Engel befinden könnten, was darauf hindeutet, dass Ausdauer und Tapferkeit zu Transzendenz und Erleuchtung führen können.

## Mitwirkende
(Quellen:)

### Musiker
- Peter Gabriel – Hauptgesang, Synclavier, Linn Schlagzeug

### Technisches Personal
- Jason Corsaro – Toningenieur
- Peter Gabriel – Liedtext, Komposition, Produktion
- Kevin Metcalfe – Mastering
- Adrian Peacock – Fotografie
- Nile Rodgers – Produktion (nur Singleversion)
- Glenn Tommey – Toningenieur

## Charts und Chartplatzierungen
| ChartsChartplatzierungen     | Höchstplatzierung | Wochen |
| ---------------------------- | ----------------- | ------ |
| Vereinigtes Königreich (OCC) | 69 (3 Wo.)        | 3      |